# Бережки (муниципальный округ Егорьевск)
Бережки́ — деревня в муниципальном округе Егорьевск Московской области России.

## География
Деревня Бережки расположена в северо-западной части муниципального округа Егорьевск, с юго-востока вплотную примыкает к городу Егорьевск. По восточной окраине деревни протекает река Любловка. Высота над уровнем моря 144 метров.

## Название
В письменных источниках деревня упоминается как пустошь Харино (1577, 1627 годы), позднее деревня Харино, Бережки тож (1763 год). Позже название Бережки стало единственным.
Название Харино связано с некалендарным личным именем Харя. Современное наименование обусловлено расположением деревни на берегу реки Любловки.

## История
До отмены крепостного права в России деревней владел помещик Пушешников. После 1861 года деревня вошла в состав Бережковской волости Егорьевского уезда. Приход находился в Погосте Крутины.
В 1926 году деревня входила в Бережковский сельсовет Егорьевской волости Егорьевского уезда.
В 1994—2003 годах Бережки были центром Бережковского сельского округа, в 2003—2006 годах входили в состав Селиваниховского сельского округа Егорьевского района.
До 2015 года входила в состав городского поселения Егорьевск.
В 2015 году вошла в состав городского округа Егорьевск, образованного в том же году путем упразднения Егорьевского района и объединения всех его поселений в единый городской округ.

## Демография
В 1885 году в деревне проживало 211 человек, в 1905 году — 250 человек (120 мужчин, 130 женщин), в 1926 году — 325 человек (146 мужчин, 179 женщин). По переписи 2002 года — 373 человека (172 мужчины, 201 женщина). Население — 402 человек (2010).
| 1859 | 1868 | 1885 | 1905 | 1926 | 2002 | 2006 |
| ---- | ---- | ---- | ---- | ---- | ---- | ---- |
| 206  | ↗209 | ↗211 | ↗250 | ↗325 | ↗373 | ↗386 |
| 2010 |      |      |      |      |      |      |
| ↗402 |      |      |      |      |      |      |